# 余部鉄橋「空の駅」

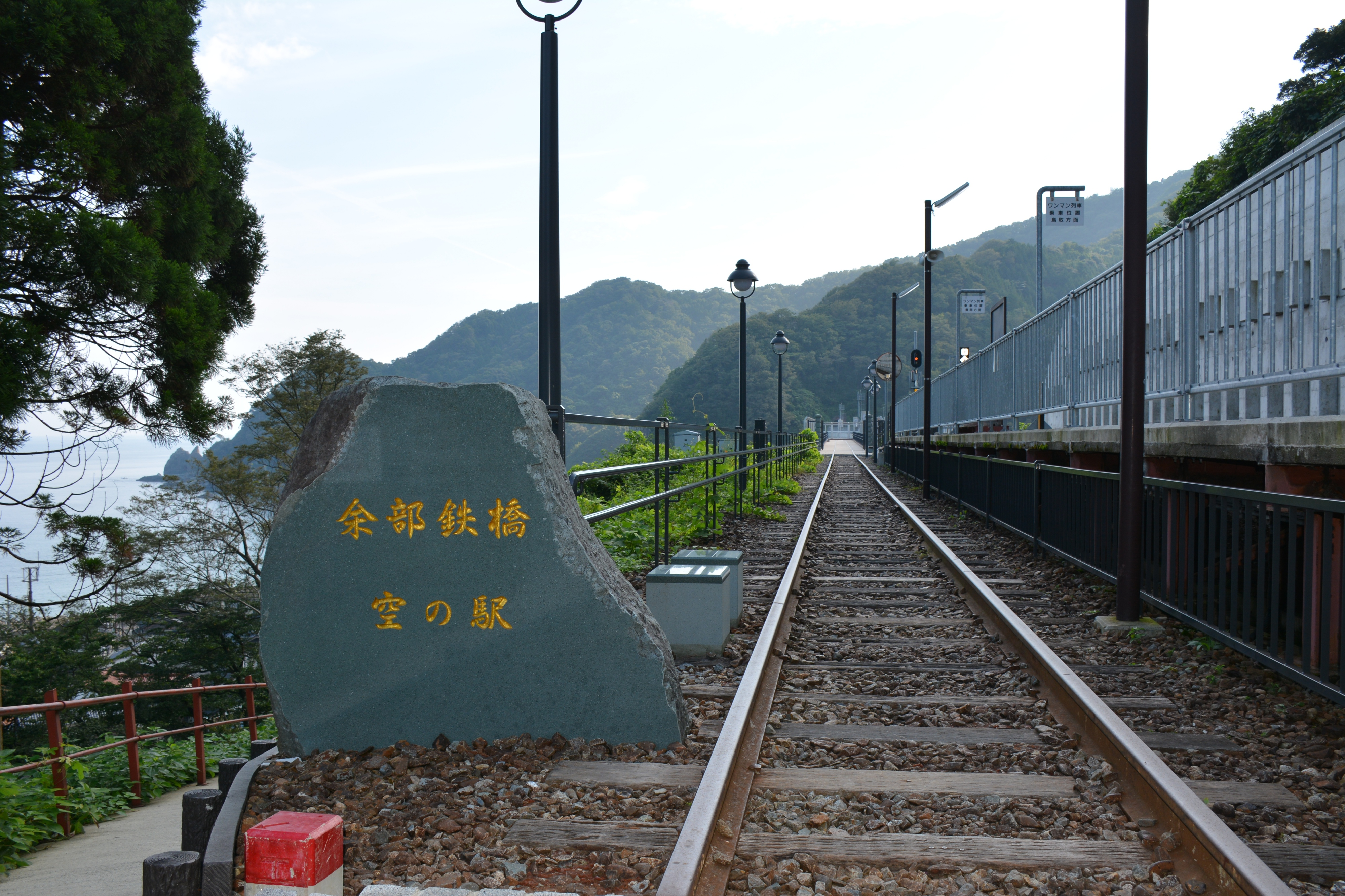
余部鉄橋「空の駅」（2014年9月撮影）

余部鉄橋「空の駅」（あまるべてっきょう そらのえき）は、兵庫県美方郡香美町香住区余部にある展望施設である。西日本旅客鉄道（JR西日本）山陰本線の餘部駅および余部橋梁に隣接する。

## 概要

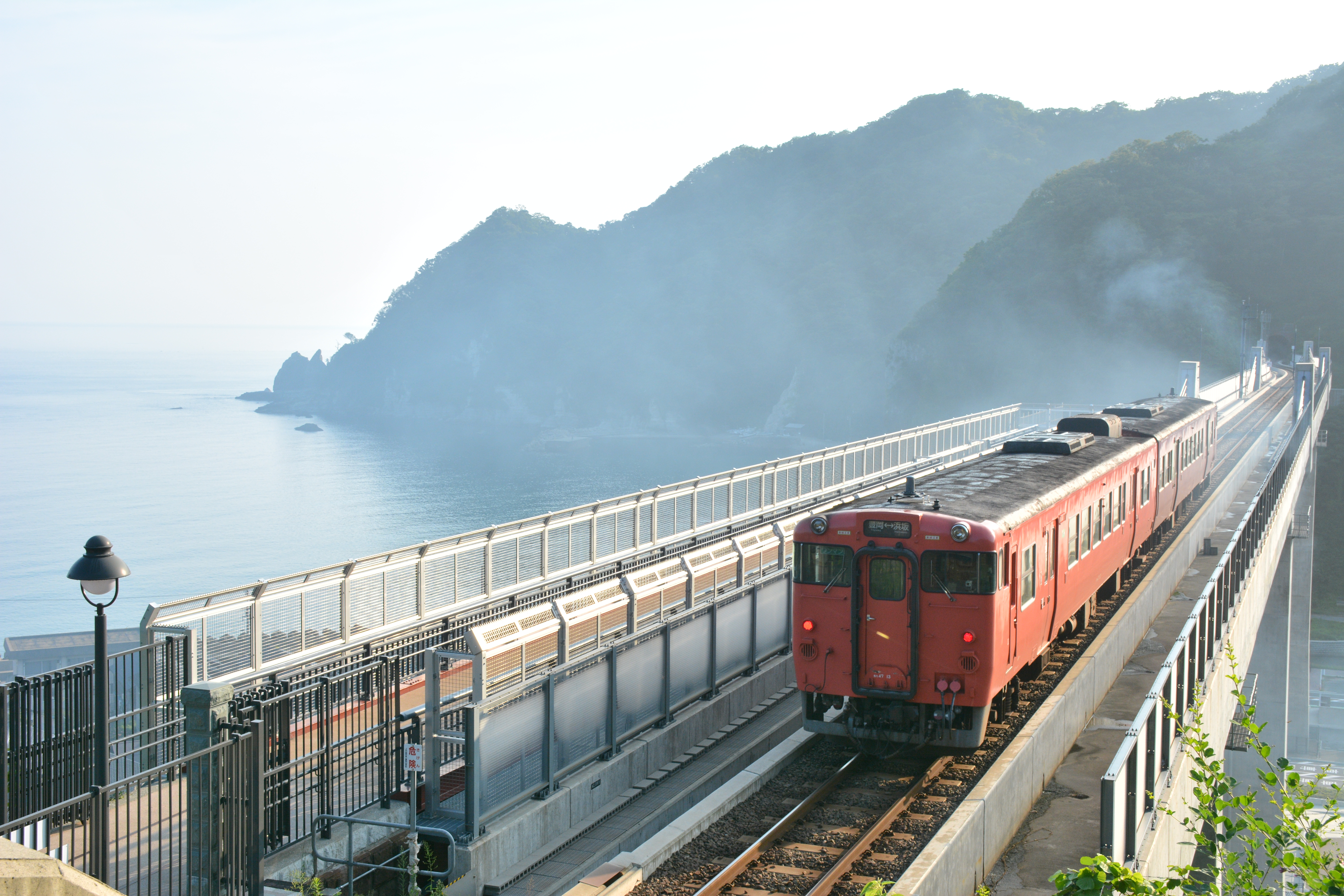
旧余部橋梁の一部を展望台にしている。画像手前は現余部橋梁。（2014年9月撮影）

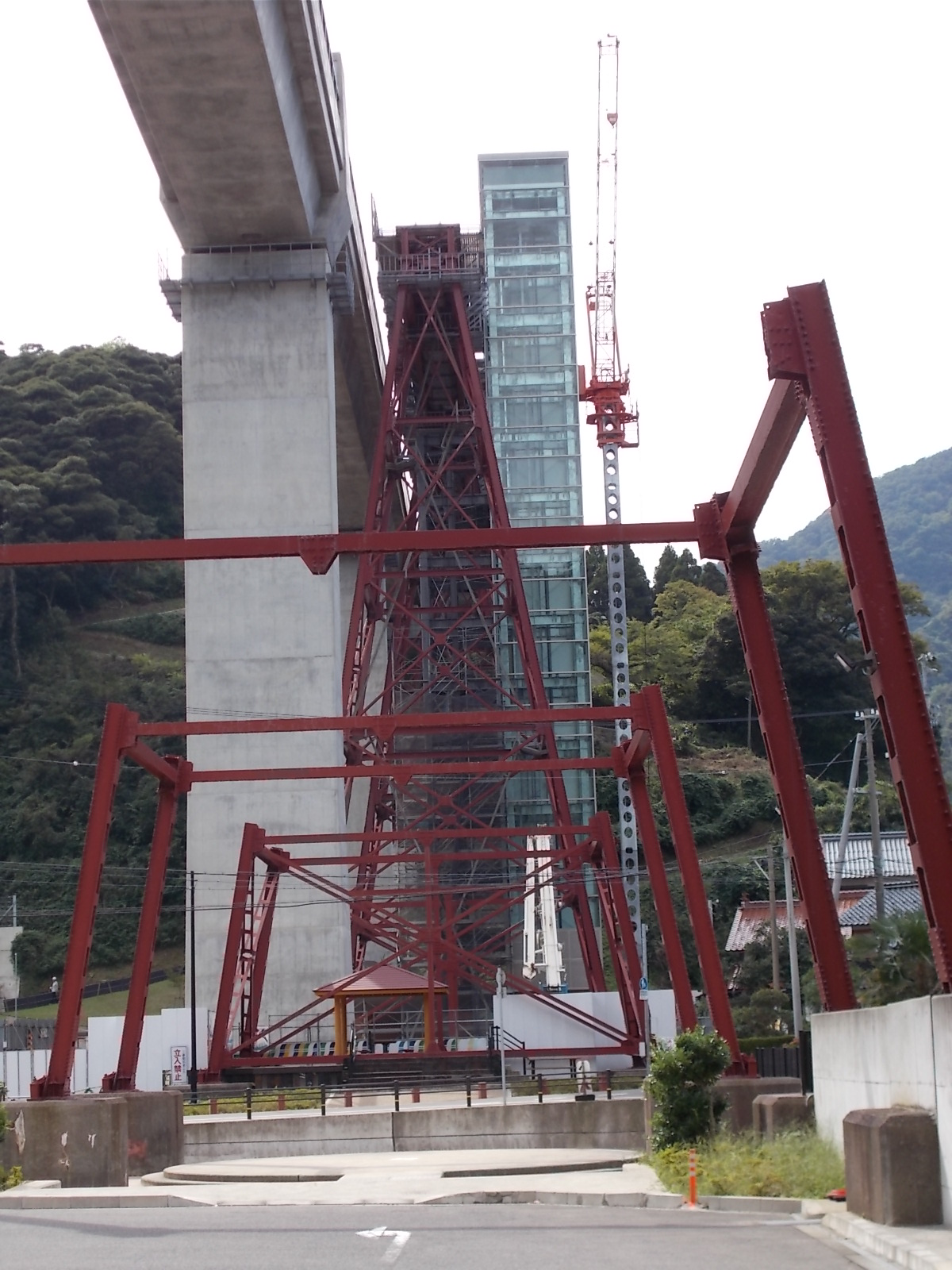
設置工事中のエレベーター。（2017年9月撮影）

山陰本線の旧余部橋梁が老朽化により2010年（平成22年）に架け替えられたことに伴い、余部周辺の観光資源の整備の一環として、兵庫県が道の駅あまるべとともに約5億5千万円をかけて整備を行い、2013年（平成25年）5月3日にオープンした。
旧余部橋梁の西側の橋脚部分の一部を活用し建設された鉄橋展望台であり、全長は約68メートル、幅は約3メートル。先端からは往時の線路や枕木を残した軌道が眺められる。また地上約40メートルの高さから日本海と海辺の集落を望むこともでき、通路には真下が見える「のぞき窓」もある。トイレはないが、隣接する餘部駅ないし地上にある道の駅あまるべのトイレが利用可能である。
のちに、地上から「空の駅」へのエレベーター（愛称：余部クリスタルタワー）の整備と展望施設の延伸が施工され、2017年11月26日正午から一般の利用が開始された（エレベーターの稼働時間は6:00 - 23:00）。

## 周辺
- 道の駅あまるべ
- 香美町立余部小学校
- 一滴亭